# Boxe aux Jeux panarabes de 1997
Navigation
Édition précédente Édition suivante
Les compétitions de boxe anglaise de la 8e édition des Jeux panarabes se sont déroulées du 12 au 27 juillet 1997 à Beyrouth, Liban.

## Résultats

### Podiums
| Catégories                    | Or                               | Argent                 | Bronze                           |
| Poids mi-mouches (-48 kg)     | Khaled El Adouani                | Mohamed Abderrahim     | Nabil Talbi Hassen Jelassi       |
| Poids mouches (-51 kg)        | Aïd Fekry                        | Khaled Fallah          | Abbas Hamdar Mehdi Assous        |
| Poids coqs (-54 kg)           | Abdelaziz Boulahia               | Mohamed Suleiman       | Ahmed Fadhly Ibrahim Hayder      |
| Poids plumes (-57 kg)         | Noureddine Madjhoud              | Youssef Hamdi          | Hicham Nafil Khaldoun Abdelhamid |
| Poids légers (-60 kg)         | Mohamed Allalou                  | Mohamed Ali Ben Naceur | Jamaan Essaghir Kamel El Ajouzi  |
| Poids super-légers (-63,5 kg) | Ayman Nady                       | Jamaan El Choukairy    | Rabiaa Hajjar Faouzi Ezzedine    |
| Poids welters (-67 kg)        | Khalid Abdelhamid                | Benamar Meskine        | Moustafa Zaynou Khaled Fahd      |
| Poids super-welters (-71 kg)  | Mohamed Salah Marmouri           | Mohamed Hikal          | Mohamed Akkou Bassel Hendaoui    |
| Poids moyens (-75 kg)         | Ihab El Youcef                   | Mohamed Bahari         | Mohamed El Bez Imad El Sayed     |
| Poids mi-lourds (-81 kg)      | Hamza Madani                     | Adnan Kaddour          | Khaled Moubarak Mounir Abushouk  |
| Poids lourds (-91 kg)         | Mohamed Belgasmia                | Mustafa Amrou          | Ahmed Outar Abdelrahim Abulkas   |
| Poids super-lourds (+91 kg)   | Mohamed Abdelrahmane Abu Khadija | Mahdi Khanji           | Ali Mansour Mohamed Abu Rmila    |

### Tableau des médailles
| Place | Pays              | Médaille d'or | Médaille d'argent | Médaille de bronze | Total |
| ----- | ----------------- | ------------- | ----------------- | ------------------ | ----- |
| 1     | Algérie           | 5             | 2                 | 1                  | 8     |
| 2     | Égypte            | 2             | 4                 | 1                  | 7     |
| 3     | Jordanie          | 2             | 0                 | 3                  | 5     |
| 4     | Syrie             | 1             | 4                 | 4                  | 9     |
| 5     | Arabie saoudite   | 1             | 1                 | 2                  | 4     |
| 6     | Tunisie           | 1             | 1                 | 1                  | 3     |
| 7     | Liban             | 0             | 0                 | 6                  | 6     |
| 8     | Palestine         | 0             | 0                 | 3                  | 3     |
| 9     | Koweït            | 0             | 0                 | 1                  | 1     |
| 9     | Maroc             | 0             | 0                 | 1                  | 1     |
| Total | 10 pays médaillés | 12            | 12                | 24                 | 48    |

## Sources
- (ar)« 8èmes Jeux panarabes », Al-Ahram-Sports, 6 août 1997, pages 53-59.
- (en) Jeux panarabes (amateur-boxing.strefa.pl)